# Autòdrom de Terramar
L'Autòdrom de Terramar, construït l'any 1923 i situat en el terme municipal de Sant Pere de Ribes (Garraf), fou un dels primers autòdroms del món. Quan es va construir, Europa només en disposava de dos, el de Brooklands (1907) a Weybridge, Anglaterra i el de Monza (1922) a Itàlia. Als Estats Units només hi havia el d'Indianapolis (1909). El de Terramar és, per tant, el quart circuit més antic del món, el tercer d'Europa i el primer d'Espanya. La pista té una llargada d'uns dos quilòmetres, és oval i en són notables els seus peralts de seixanta o més graus. Des del 1956 és en desús.
A Terramar es va celebrar el primer Gran Premi Internacional de Catalunya, organitzat el mateix 1923 com a part dels actes inaugurals del circuit.

## Història

### Antecedents

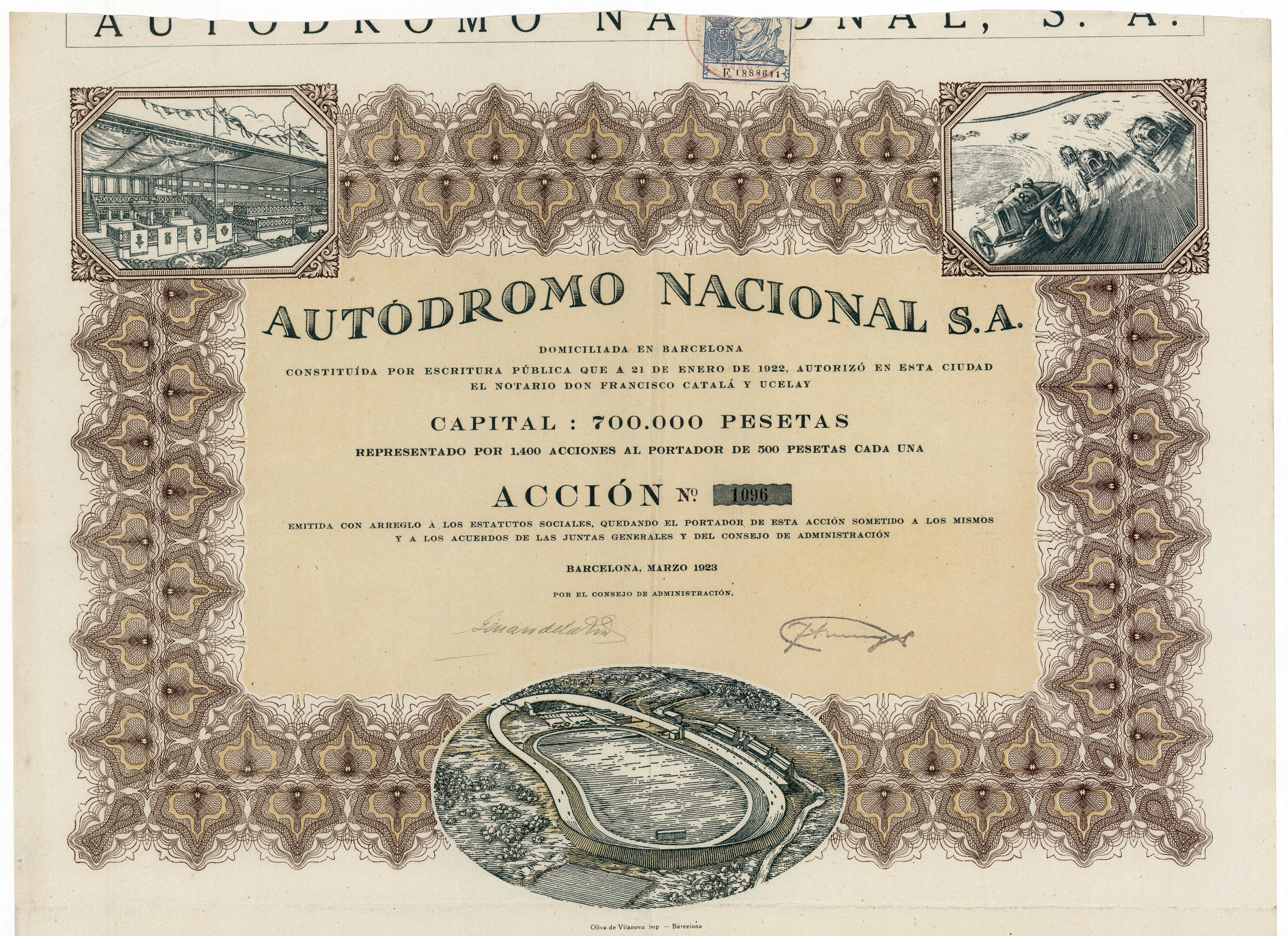
Acció de la Societat Autódromo Nacional de març de 1923

L'impulsor del projecte de construcció d'un autòdrom a Catalunya va ser Frederic «Fric» Armangué, una figura destacada en el desenvolupament de l'automobilisme català durant les dècades del 1910 i 1920. El 20 de gener de 1922 va anunciar la seva idea i va fundar, juntament amb uns amics, la societat Autódromo Nacional, S.A. L'entitat encarregà a l'arquitecte Jaume Mestres el disseny de la pista i el de les tribunes i resta d'instal·lacions, a Josep Maria Martino.
La partida on es va decidir construir l'Autòdrom era coneguda com a Mas Clot, en referència al Clot dels Frares, l'edifici del segle xviii que domina la zona. La superfície de 25 ha era dins el terme municipal de Sant Pere de Ribes, a tocar del de Sitges i de la urbanització Terramar. Segons detalla l'escriptura d'adquisició de la finca, registrada davant el notari de Vilanova i la Geltrú, el terreny era «casa, manso, campo-viña y arbolada, con toneles, cubas y prensas, pipes y demàs envases y muebles a excepción de los del colono y recuerdos de família en ella existentes». El projecte dissenyat pels arquitectes preveia, a més del circuit, la construcció de dues pistes més reduïdes, una per a cavalls i l'altra per a motos, a més d'un camp de futbol i un terreny per a l'aterratge d'avionetes, que esdevindria després un camp de golf.
L'acte de presentació de les obres es va celebrar el 17 de setembre de 1922, amb una àmplia representació social, cultural i econòmica de Sitges, Sant Pere de Ribes i Barcelona. Hi va ser convidat, fins i tot, el rei Alfons XIII, que va delegar la representació en el capità general de Catalunya, Miguel Primo de Rivera.

### L'entorn: Terramar
L'Autòdrom de Terramar va ser una de les joies de la creació i desenvolupament de la urbanització de Terramar, a Sitges. Impulsada per l'industrial sabadellenc Francesc Armengol, Terramar era una innovadora ciutat jardí inspirada en el model urbanístic de Niça i de la Riviera francesa: un lloc de repòs a primera línia de mar, d'amplis espais verds, amb xalets i edificis de to senyorial i una sèrie de serveis complementaris en consonància amb els paràmetres socials i culturals del lloc i l'època. Terramar, en el seu conjunt, va ser una de les màximes expressions del noucentisme a Catalunya: ordre, urbanitat, qualitat i retorn a les formes clàssiques.
L'Autòdrom va ser un d'aquests serveis incorporats al projecte de Terramar, igual que un casino –que finalment no es va construir–, un hotel, els jardins noucentistes o, anys més tard, el club de golf. Aquestes instal·lacions constituïen uns complements a les torres construïdes al llarg del Passeig Marítim de Sitges des de 1919, amb edificis firmats pels arquitectes Josep Maria Martino, Miquel Utrillo, Josep Renom o Josep Artigas. El projecte de la urbanització també va tenir un dimensió cultural, que va quedar reflectida en la revista Terramar, editada entre 1919 i 1921 pel dinamitzador cultural Josep Carbonell i Gener, impulsor també d'altres capçaleres rellevants de l'època, com Monitor (1921) i L'Amic de les Arts (1926-29).  Francesc Armengol, l'impulsor de Terramar, va ser també un dels promotors de la construcció de l'Autòdrom, en ple desenvolupament de la ciutat jardí, i en va ser el conseller general els primers anys.

### Inauguració

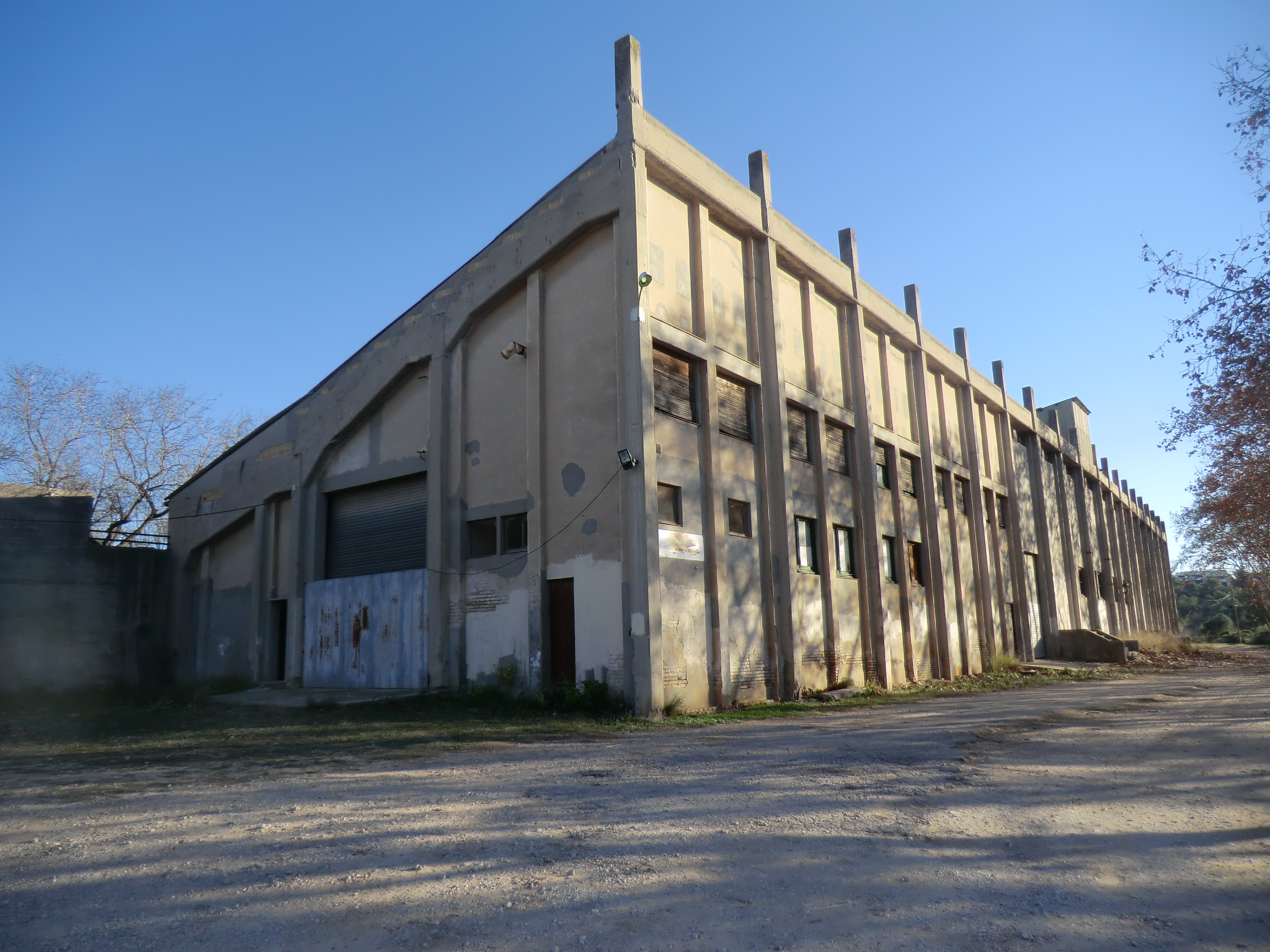
Edifici de tribuna de l'autòdrom de Terramar

Construït en només tres-cents dies i amb un cost de quatre milions de pessetes, l'Autòdrom es va inaugurar el 28 d'octubre de 1923. Es tractava d'un anell de 2 km de longitud amb dos grans revolts de 110 m de radi a la part interior i de 126 a l'exterior. Tot i la intensa pluja que va caure el dia de la inauguració, l'acte va aplegar milers de persones arribades a Sitges i al mateix circuit. Després de la cerimònia, que va comptar amb l'assistència de l'Infant Alfons de Borbó en representació de la Casa Reial, es va organitzar la primera cursa, el Gran Premi Internacional de Catalunya. El guanyador en fou Alberto Divo al volant d'un Sunbeam després de fer el recorregut marcat en 2h 48' 5", a una velocitat mitjana de 142 km/h. Divo va rebre cinc trofeus: la Copa del Rei, la de l'ambaixador d'Itàlia, la Copa Omnia, la del RACE i la del Cercle del Liceu. Durant els dies següents també es van fer curses de motocicletes i d'autocicles.
El director del circuit va ser Frederic Armangué, mentre que el consell d'administració era presidit per Joan Pich i Pon, que havia estat diputat a les Corts els anys 1919 i 1920 i que el 1935 va ser batlle de Barcelona. L'Autòdrom tenia un Comitè d'Honor presidit pel duc d'Alba, aleshores president del Reial Automòbil Club d'Espanya.

### Curses

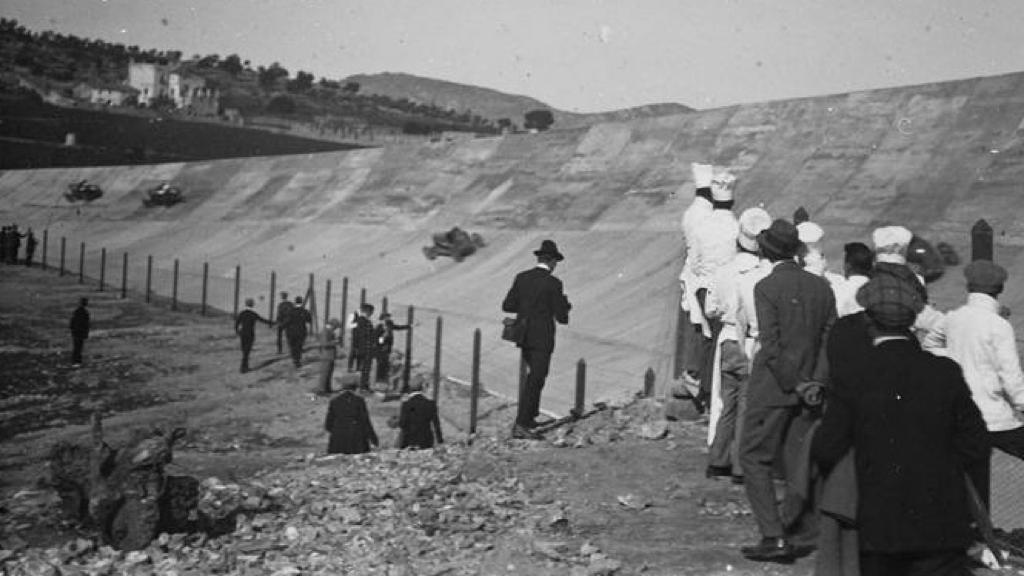
Una cursa a Terramar a mitjan dècada del 1920

L'elevada expectació, però, es va veure afectada pels problemes econòmics de la societat constructora, que no va poder reunir el capital que havia previst per a sufragar les despeses de construcció. Amb tot, els anys següents encara es van organitzar curses, com el Campionat d'Espanya de Motocicletes, organitzat pel Reial Moto Club de Catalunya el maig de 1924 i al qual va assistir el rei Alfons XIII i el dictador Miguel Primo de Rivera. El 1925 es van fer altres proves, com l'organitzada per la Penya Rhin -on es va presentar per primera vegada un Bugatti-, la Jornada dels 10 km, organitzada pel RACC i la mateixa Penya Rhin, i la cursa de 80 voltes al circuit, promoguda pel Club Velocipèdic Sabadell.
El RACC i la Penya Rhin van repetir els mesos següents les seves curses, tant al novembre de 1925 com al gener de 1926. El desembre d'aquell any es va celebrar el Premi Sitges i a la primavera del 1927 la Penya Rhin va organitzar curses de motos en les categories de 250, 350 i 500 cc, un esdeveniment que es va repetir a la primavera del 1929.
Els problemes econòmics, però, van implicar que el 1929 l'Estat embargués les finques del Mas dels Frares i el Clot d'en Sidós i, posteriorment, el conjunt del circuit. L'any següent, el pilot txecoslovac Edgar de Morawitz i de Frank es va fer càrrec de la propietat, amb l'objectiu de reactivar el circuit i les curses. De Morawitz va aixecar un edifici dins del recinte que va esdevenir la fàbrica de pistons de la marca Champion. També s'hi van construir peces per a la marca Nacional Sitjes.
A l'agost de 1931, l'autòdrom va reprendre l'activitat amb diverses proves de velocitat (com ara la competició entre un vehicle i una avioneta) i de vol acrobàtic. Els mesos següents es van fer noves proves, com ara la Copa Pasqua (1932), curses de motos, ciclistes i d'aviació, organitzada aquesta darrera per l'Aereo Club de Catalunya.
Entre el novembre de 1933 i el 1936, però, no consten curses celebrades al recinte. El maig de 1936 estava prevista una exhibició d'automòbils, que finalment no es va fer. L'esclat de la Guerra Civil espanyola, dos mesos després, va aturar l'activitat de l'autòdrom. Durant el conflicte, el circuit va acollir un Centre de Reclutament Militar.

### Postguerra

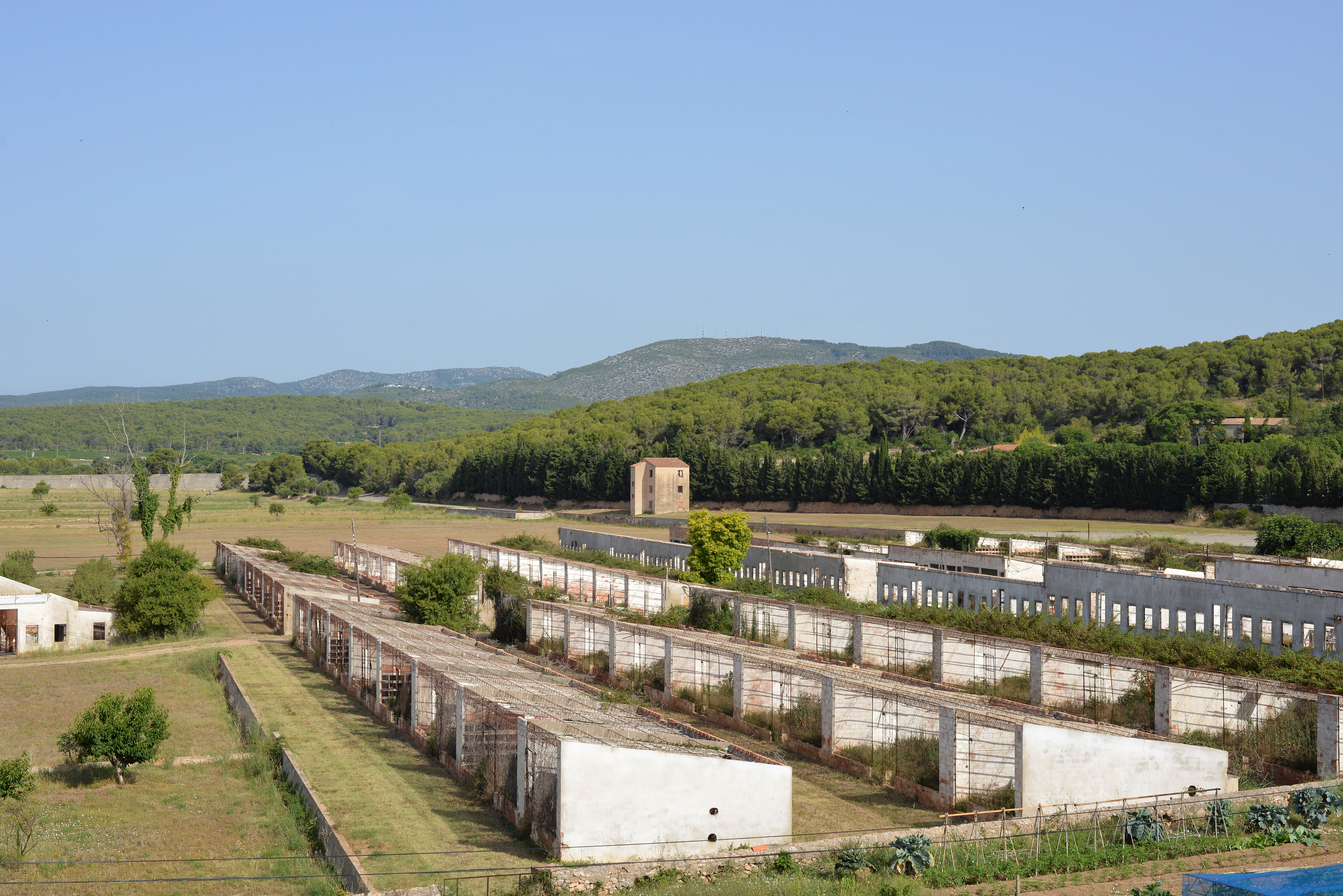
Antiga granja avícola a l'interior del recinte

Acabada la guerra, era impossible reactivar les instal·lacions per la crítica situació econòmica i social del país. A més, la capacitat cada cop creixent que assolien els nous vehicles era un obstacle per a les característiques del circuit, ja que els seus inclinats peralts esdevenien perillosos quan s'augmentava la velocitat. A la mort d'Edgar de Morawitz (1945), la seva vídua i fills van vendre la propietat a Dolors de Nadal de Llinàs. En el anys següents, el circuit va ser objecte de diverses operacions de venda i va passar per les mans de Miquel Soler i Elias (1949), Margarida de Udaeta i Gil (1952) i Maria Teresa Lloret Teisseire (1956).
Durant aquells anys, la vida del circuit era pràcticament nul·la, tot i que va acollir algunes proves esporàdiques, com ara una etapa de la Volta Ciclista a Catalunya (1954), una sessió de la Volta a Catalunya en Automòbil (1955) i una competició motorista, organitzada per la Penya Maricel i el Moto Club Sitges (1955).
En aquella època, els interiors de la pista van acollir una instal·lació de granges avícoles i el recinte es va orientar cap a l'activitat agrícola. Les instal·lacions van començar a patir un progressiu abandonament i la pista també es va deteriorar pel pas de camions que accedien a l'interior per a transportar la mercaderia avícola. Aquest ús es va mantenir fins a la dècada del 1980. Poc després, l'espai de sota de la graderia va acollir, durant diversos mesos a l'any, la construcció de les carrosses de Carnaval de la Societat Recreativa El Retiro de Sitges, fins que el 2001, l'ajuntament va construir el carrossòdrom, al Polígon de les Pruelles.

### Restauració
L'any 2009, la pista es va netejar i s'hi van fer unes mínimes adaptacions que van donar peu a que algunes marques automobilístiques hi fessin proves corporatives, presentacions de vehicles o rodatges d'espots. L'ex-pilot de Fórmula 1 Marc Gené (2005), l'ex-campió de ral·lis Carlos Sáinz (2013) i l'ex-campió de MotoGP Jorge Lorenzo (2013) han protagonitzat diferents proves, així com les marques SEAT, Peugeot i Aston Martin, que han realitzat diferents esdeveniments, proves i presentacions.

## Segle XXI

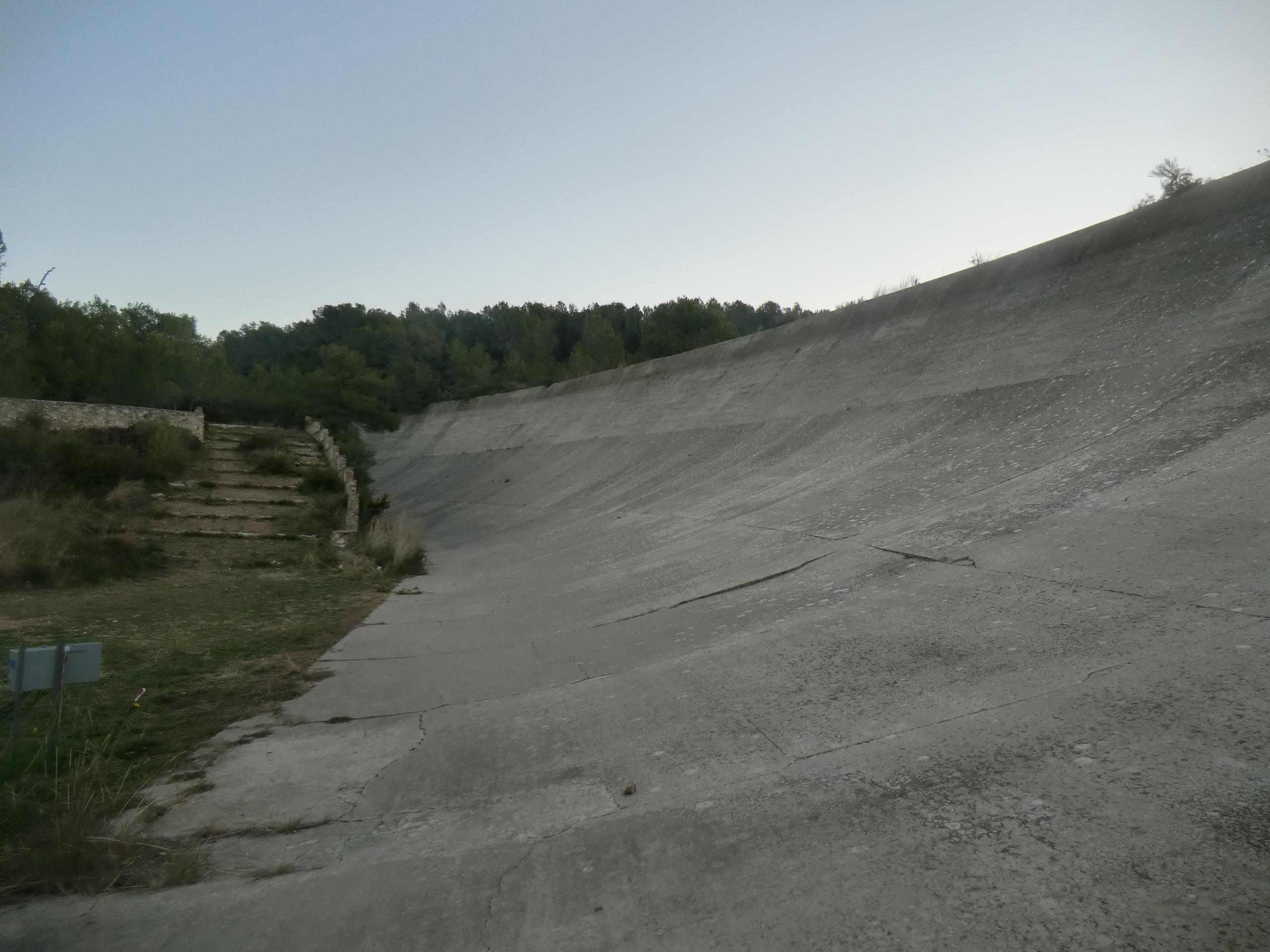
Vista del peralt costat mar de l'autòdrom de Terramar, on es pot apreciar el fort desnivell entre els dos costats del revolt.

L'any 2016, el grup Grand Prix, especialitzat en esdeveniments d'hípica, va presentar el projecte per reobrir l'Autòdrom després de seixanta anys tancat. Volien adaptar les instal·lacions per a acollir-hi activitats i esdeveniments eqüestres de projecció internacional i, al mateix temps, aprofitar el circuit per a realitzar proves puntuals del món del motor que aportessin continuïtat al seu valor com a peça històrica de l'automobilisme.
El projecte va ser aprovat tant per l'Ajuntament de Sant Pere de Ribes com per la Generalitat de Catalunya, després de quatre anys de treballs amb aportacions i millores per part de tècnics de les diferents administracions implicades (urbanistes, ambientòlegs, arquitectes, naturalistes…).
Estava previst que l'autòdrom obrís de nou en la temporada 2021/22 després de dur a terme l'adaptació de les instal·lacions al projecte aprovat. El conjunt de la zona de l'Autòdrom té 65 ha, de les quals només 5,3 són edificables i 14,4 de zona verda. La resta és destinada a l'àrea eqüestre, la pista del circuit, la graderia, els accessos i altres. El projecte presentat per la companyia va ser dissenyat amb la premissa de respectar l'entorn i integrar-lo en el paisatge. De fet, l'Autòdrom ha renunciat al 40% de sostre edificable per tal de fugir de massificacions i garantir la sostenibilitat ambiental.